# Salinas (Uruguai)
Salinas és un municipi i un balneari del sud de l'Uruguai, ubicat al departament de Canelones. Forma part de la Costa de Oro.

## Geografia
Salinas es troba al sud del departament de Canelones i forma part d'un conjunt de balnearis coneguts com a Costa de Oro («Costa d'Or»). Limita amb Atlántida i Parque del Plata a l'est, i amb Pinamar-Pinepark a l'oest. Al sud es troba el Riu de la Plata. El balneari té accés mitjançant la Ruta Interbalneària. Així mateix, Salinas s'ubica a 38 km a l'est de Montevideo, la capital del país.

## Població
D'acord amb les dades del cens de 2004, tenia una població aproximada de 6.574 habitants (3.128 homes, 3.446 dones).
| Any  | Població |
| ---- | -------- |
| 1963 | 931      |
| 1975 | 1.866    |
| 1985 | 2.523    |
| 1996 | 5.279    |
| 2004 | 6.574    |

Font: Institut Nacional d'Estadística de l'Uruguai

## Govern
L'alcalde de Salinas és Salvador Bernal.